# ABHAR
ABHAR（アーヴァル）は、かつて存在した合同会社ガト・ティグレのアダルトゲームブランド。

## 概要
ABHARはデビュー作としてパソコンゲーム『水平線まで何マイル?』を送り出すと、同作品のイメージソングCDとして『水平線まで何マイル? イメージソングCD』を数量限定生産した。
その後、同作品のOP主題歌であるDeep Blue Sky & Pure White WingsとED主題歌の青い空と白い翼のフルバージョンを収録した『Deep Blue Sky & Pure White Wings 青い空と白い翼』を販売した。
『水平線まで何マイル?』のファンディスクとなる『すまいるCubic! -水平線まで何マイル? アフター&アナザーストーリーズ-』を2009年に発表した。
他にも、『ABHARボイスドラマシリーズ Season 1「水平線まで何マイル?」みなも報道委員長のオーディオスケッチ』や『「水平線まで何マイル?」オリジナルサウンドトラック』 等を販売している。
2009年12月29日には別ブランド・ABHAR Troncによる『鴎城異聞　第一聞「彼が死ななければいけなかった理由」』が発売された他、『まほにょ 〜少女の我慢が世界を救う〜』を処女作とするABHAR Rousalka、『僕の生きている世界』(制作中)を処女作とするABHAR Tabbyも立ち上がっていた。
2010年3月上旬頃よりURLによる公式サイトへの接続が出来なくなったが、2010年4月19日に公式サイトのURLが再度接続できるようになり、転送先のページにおいて3月28日に破産手続開始の申立を行ったことが明らかになった。
ABHARより発売予定だった次回作『失われた未来を求めて』は、製作スタッフ等が設立した新規ブランド・Trumpleによって2010年11月26日に発売された。

## 作品リスト
- 『水平線まで何マイル?』

WindowsPC 18禁DVD-ROM版ゲーム：2008年8月29日発売
- 『すまいるCubic! -水平線まで何マイル? アフター&アナザーストーリーズ-』

WindowsPC 18禁DVD-ROM版ゲーム：2009年4月24日発売
- 『鴎城異聞　第一聞「彼が死ななければいけなかった理由」』（ABHAR Tronc）

WindowsPC 18禁DVD-ROM版ゲーム：2009年12月29日発売
- 『君の中のパラディアーム』(Chat Errant)

WindowsPC 18禁DVD-ROM版ゲーム：2009年10月02日発売

## 主なスタッフ
- 原画
  - 深崎暮人（水平線まで何マイル?・すまいるCubic!）
  - 吉田誠治（鴎城異聞　第一聞）
- SD原画/衣装デザイン
  - 黒谷忍
- 脚本
  - 南総鐵道（水平線まで何マイル?）
  - 神楽坂あお（すまいるCubic!）
  - 奈落ハジメ（すまいるCubic!）
  - おざきれい（すまいるCubic!）
  - 中村劉河（すまいるCubic!）
  - 伊吹秀明（すまいるCubic!）
  - 朱居あやし（鴎城異聞　第一聞）
- グラフィッカー
  - 日野カツヒコ（水平線まで何マイル?・すまいるCubic!）
  - 浅葱純（水平線まで何マイル?・すまいるCubic!）
  - 柑乃犬吾（水平線まで何マイル?・すまいるCubic!）
  - 木村豊也（水平線まで何マイル?）
- 背景
  - 草薙（水平線まで何マイル?）
  - 吉田誠治
  - 日野カツヒコ （すまいるCubic!）
- スクリプト
  - 天村正希 （すまいるCubic!）
- 制作指揮
  - cc（しぃし〜） （すまいるCubic!）
- 代表
  - 森澤由菜

## インターネットラジオ
- アーヴァル情報局 成瀬・白石のすまいるらじお（音泉：2009年8月28日 - ）